# Oued el Faïdja
Oued el Faïdja är ett vattendrag i Algeriet. Det ligger i provinsen Tiaret, i den norra delen av landet, 210 km sydväst om huvudstaden Alger.